# Arthur Morin
Arthur Jules Morin (Paris, 19 de outubro de 1795 — Paris, 7 de fevereiro de 1880) foi um físico francês.
Inventou o dinamômetro de Morin.
É um dos 72 nomes na Torre Eiffel.

## Obras
- Expériences sur les roues hydrauliques à aubes planes et sur les roues hydrauliques à augets, 1836
- Aide-mémoire de mécanique pratique à l'usage des officiers d'artillerie et des ingénieurs civils et militaires, 1838
- Description des appareils chronométriques à style, propres à la représentation graphique et à la détermination des lois du mouvement, et des appareils dynamométriques, propres à mesurer l'effort ou le travail développé par les moteurs animés ou inanimés et par les organes de transmission du mouvement dans les machines, 1838
- Leçons de mécanique pratique à l'usage des auditeurs des cours du Conservatoire des arts et métiers. 5 volumes, 1846–1853, tradução para o inglês 1860
- Conservatoire des arts et métiers. Catalogue des collections, publié par ordre de M. le ministre de l'Agriculture et du commerce, 1851
- Résistance des matériaux. 2 volumes, 1863
- Des machines et appareils destinés à l'élévation des eaux (1863)
- Salubrité des habitations. Manuel pratique du chauffage et de la ventilation, 1868